# ويلي ويمر
ويلي ويمر هو سياسي ألماني، ولد في 18 مايو 1943 في مونشنغلادباخ في ألمانيا. نشط حزبياً في الاتحاد الديمقراطي المسيحي. وقد انتخب سكرتير برلماني في ألمانيا ‏ (1988 – 1992) وانتخب عضو في البوندستاغ الألماني خلال فترته النيابية ‏ (14 ديسمبر 1976 – 4 نوفمبر 1980).

## وصلات خارجية
- ويلي ويمر على موقع IMDb (الإنجليزية)
- ويلي ويمر على موقع مونزينجر (الألمانية)